# Henryk Galiński
Henryk Jan Galiński (ur. 14 stycznia 1905 w tartaku Wojciechów  – zm. 2 lutego 1941 w Lublinie) – kolaborant i agent gestapo, odpowiedzialny za liczne akcje przeciwko polskiej konspiracji niepodległościowej na Lubelszczyźnie.
Urodził się 14 stycznia 1905 w tartaku Wojciechów w parafii Surhów w rodzinie Jana, maszynisty tartacznego i Anieli Ludwiki z Fonbrantów. 19 kwietnia 1925 ożenił się w Lublinie z Ireną Kałużyńską. 
Pracował jako ślusarz w Lubelskiej Wytwórni Samolotów (LWS). Tam przeniknął do środowiska związanego z konspiracją niepodległościową m.in. Związku Walki Zbrojnej i Komendy Obrońców Polski, do której został wprowadzony co umożliwiło mu inwigilację na rzecz gestapo. Donosy Galińskiego doprowadziły m.in. do serii aresztowań w dn. 13-14 stycznia 1941 r. struktur kierowniczych KOP, co spowodowało jej częściowe rozbicie. 
Komenda Obrońców Polski wydała wyrok śmierci na Henryka Galińskiego, który został wykonany 2 lutego 1941 r. Wdowa po Galińskim zaniosła na gestapo wcześniej przygotowaną przez niego listę osób zaangażowanych w konspirację, w wyniku czego w dniach 3-4 lutego 1941 r. doszło do kolejnych zatrzymań. 
Większość zadenuncjowanych osób zostało przewiezionych do obozu Auschwitz-Birkenau lub rozstrzelana na miejscu, kobiety z KOP-u zostały wysłane do obozu Ravensbrück (KL).